# Mohammed Gammoudi
Mohammed Tlili ben Abdallah (arabsky: محمد التليلي بن عبد الله القمودي), obecně známý jako Mohammed Gammoudi (* 11. února 1938 Sidi Ach) je bývalý tuniský atlet, běžec na dlouhé tratě, olympijský vítěz v běhu na 5000 metrů z roku 1968.
První mezinárodní úspěch zaznamenal na středomořských hrách v Neapoli v roce 1963, kde vyhrál v běhu na 5 i 10 kilometrů. Na olympiádě v Tokiu o rok později patřil k favoritům v běhu na 10 000 metrů. V posledním kole vedl, ale 50 metrů před cílem ho přesprintoval reprezentant USA William Mills, Gammoudi tak skončil druhý. O dva dny později se kvalifikoval do finále běhu na 5000 metrů, ale nenastoupil do něj.
Na olympiádě v Mexiku v roce 1968 běžel v desetikilometrovém závodě v čelní skupině, která v posledním kole zůstala pouze tříčlenná. Vybojoval bronzovou medaili za Naftalim Temu z Keni a Mamo Woldem z Etiopie. Obdobný průběh mělo finále na poloviční trati, zde však Gammoudi porazil v závěru všechny soupeře a vybojoval olympijské zlato.
V olympijském finále v běhu na 10 000 metrů v Mnichově v roku 1972 došlo v polovině závodu ke kolizi Fina Lasse Viréna a Gammoudiho. Zatímco finský běžec po pádu zvládl doběhnout hlavní pole běžců a následně zvítězit, Gammoudi ztratil větší vzdálenost a po dalším kole odstoupil. Ve finále běhu na 5000 metrů vybojoval v dramatickém finiši stříbrnou medaili, jeho jediným přemožitelem byl Lasse Virén. Byl to poslední mezinárodní úspěch tohoto tuniského běžce.